# Degażówki

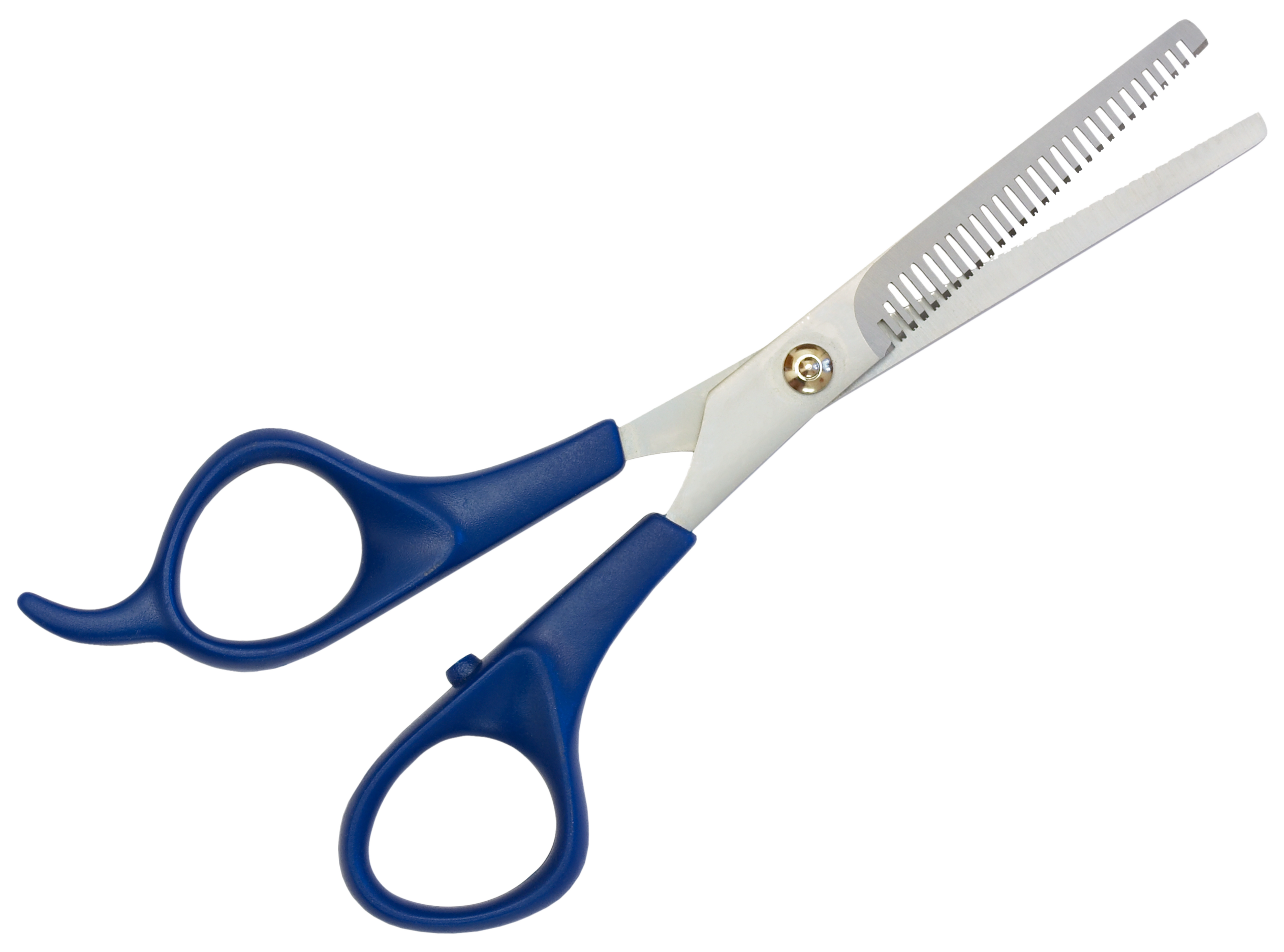
Degażówki jednostronnie ząbkowane

Degażówki – rodzaj nożyczek z ostrzami w kształcie zębów – na jednym lub na obu ostrzach. Używane we fryzjerstwie do przerzedzania (degażowania) włosów oraz występujące w odmianie do pielęgnacji sierści zwierząt (psów, kotów).
Ten typ nożyczek stosuje się do zmniejszania objętości włosów (przerzedzania), cieniowania, strzyżenia punktowego.
Wyróżnia się trzy rodzaje degażówek:
- jednostronnie ząbkowane (siekacze);
- obustronnie ząbkowane;
- jednostronnie ząbkowane o nierównomiernie rozmieszczonych ząbkach z dużymi odstępami.